# Whatever (álbum)
Whatever é o segundo álbum de estúdio da banda norte-americana Hot Chelle Rae, lançado em 29 de novembro de 2011 pela RCA Records. Seu primeiro single, "Tonight Tonight", foi lançado em março de 2011 e alcançou a sétima posição da Billboard Hot 100 e foi certificado duas vezes platina pela Recording Industry Association of America. O segundo, "I Like It Like That", liberado em outubro do mesmo ano, alcançou a 43ª posição na parada de singles oficial dos Estados Unidos.
O disco foi recebido com críticas geralmente positivas, obtendo uma média de 62% de aprovação no Metacritic, que se baseou em cinco resenhas recolhidas. Estreou na posição #48 da Billboard 200.

## Faixas
A lista de faixas foi revelada em 25 de outubro de 2011, na página oficial da banda.
| N.º | Título                                       | Duração |  |
| 1.  | "I Like It Like That" (feat. New Boyz)       | 3:08    |  |
| 2.  | "Tonight Tonight"                            | 3:20    |  |
| 3.  | "Honestly"                                   | 3:21    |  |
| 4.  | "Keep You With Me"                           | 3:29    |  |
| 5.  | "Radio" (feat. Bei Maejor)                   | 3:03    |  |
| 6.  | "Whatever"                                   | 2:53    |  |
| 7.  | "Forever Unstoppable"                        | 4:02    |  |
| 8.  | "Why Don't You Love Me?" (feat. Demi Lovato) | 3:31    |  |
| 9.  | "Downtown Girl"                              | 2:56    |  |
| 10. | "Beautiful Freaks"                           | 3:28    |  |
| 11. | "The Only One"                               | 2:49    |  |